# Chrysoprasis grupiara
Chrysoprasis grupiara är en skalbaggsart som beskrevs av Dilma Solange Napp och Martins 2009. Chrysoprasis grupiara ingår i släktet Chrysoprasis och familjen långhorningar. Inga underarter finns listade i Catalogue of Life.